# Omega Centauri
Omega Centauri (noto anche come C 80) è comunemente classificato come ammasso globulare, il più luminoso osservabile dalla Terra. Si osserva nella costellazione del Centauro. Probabilmente è ciò che rimane di una galassia nana assorbita dalla nostra Via Lattea; al suo interno è stato trovato infatti un buco nero.

## Osservazione

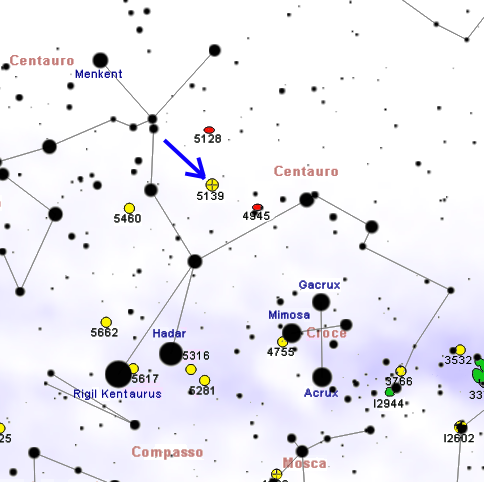
Mappa per individuare Omega Centauri.

Omega Centauri si può osservare senza difficoltà nelle notti più limpide anche ad occhio nudo; tuttavia, la sua declinazione di -47° fa sì che sia osservabile solo a partire dal quarantesimo parallelo nord, e che sia visibile senza difficoltà solo dal tropico del cancro. Alcuni osservatori lo hanno eccezionalmente visto al telescopio e fotografato dalla latitudine di 42° nord.
Si presenta come una stella di terza magnitudine, apparentemente un po' sfocata, a nord-est della brillante costellazione della Croce del Sud; con un binocolo o un telescopio amatoriale si mostra invece come una grande macchia nebulosa, estesa su mezzo grado di diametro e più luminosa al centro. Per la sua completa risoluzione occorre un telescopio potente.
La sua declinazione è fortemente australe, pertanto quest'oggetto non è osservabile da molte delle regioni abitate dell'emisfero boreale, come quasi tutta l'Europa e gran parte del Nordamerica; da alcune regioni abitate dell'emisfero australe, al contrario, si presenta circumpolare. Il periodo migliore per la sua osservazione nel cielo serale è quello compreso fra febbraio e agosto.

## Storia delle osservazioni
Nonostante si tratti di un agglomerato di milioni di stelle, la sua luminosità è talmente elevata che fu inizialmente scambiata per una stella vera e propria; a conferma di ciò vi è il suo stesso nome comune, Omega Centauri, ossia riporta una lettera greca, come in uso per le stelle. L'oggetto era noto ai Greci e ai Romani, poiché a causa della precessione degli equinozi si trovava all'epoca molto più alto sull'orizzonte mediterraneo, ma veniva considerata una stella come le altre. Johann Bayer, che era solito catalogare le stelle più luminose di una costellazione assegnando loro una lettera greca in ordine di luminosità, diede la lettera omega all'ammasso, scambiandola per una stella. Bayer la incluse nella sua opera Uranometria del 1603, anche perché era già stata osservata dal suo "predecessore" Tolomeo.
Omega Centauri fu considerata una stella fino al 1677, quando Edmond Halley la riconobbe come di natura non stellare, e la catalogò come una "macchia chiara"; seguendo la scia di Halley, Philippe Loys de Cheseaux la incluse nella sua lista delle 21 nebulose più luminose, e pure Nicolas Louis de Lacaille cadde in errore, considerandola un oggetto nebuloso senza stelle. La natura di ammasso stellare fu forse riconosciuta da John Herschel, o più probabilmente da James Dunlop, che lo descrisse nel 1827 come un globo di stelle che gradualmente si concentra verso il centro.

## Caratteristiche

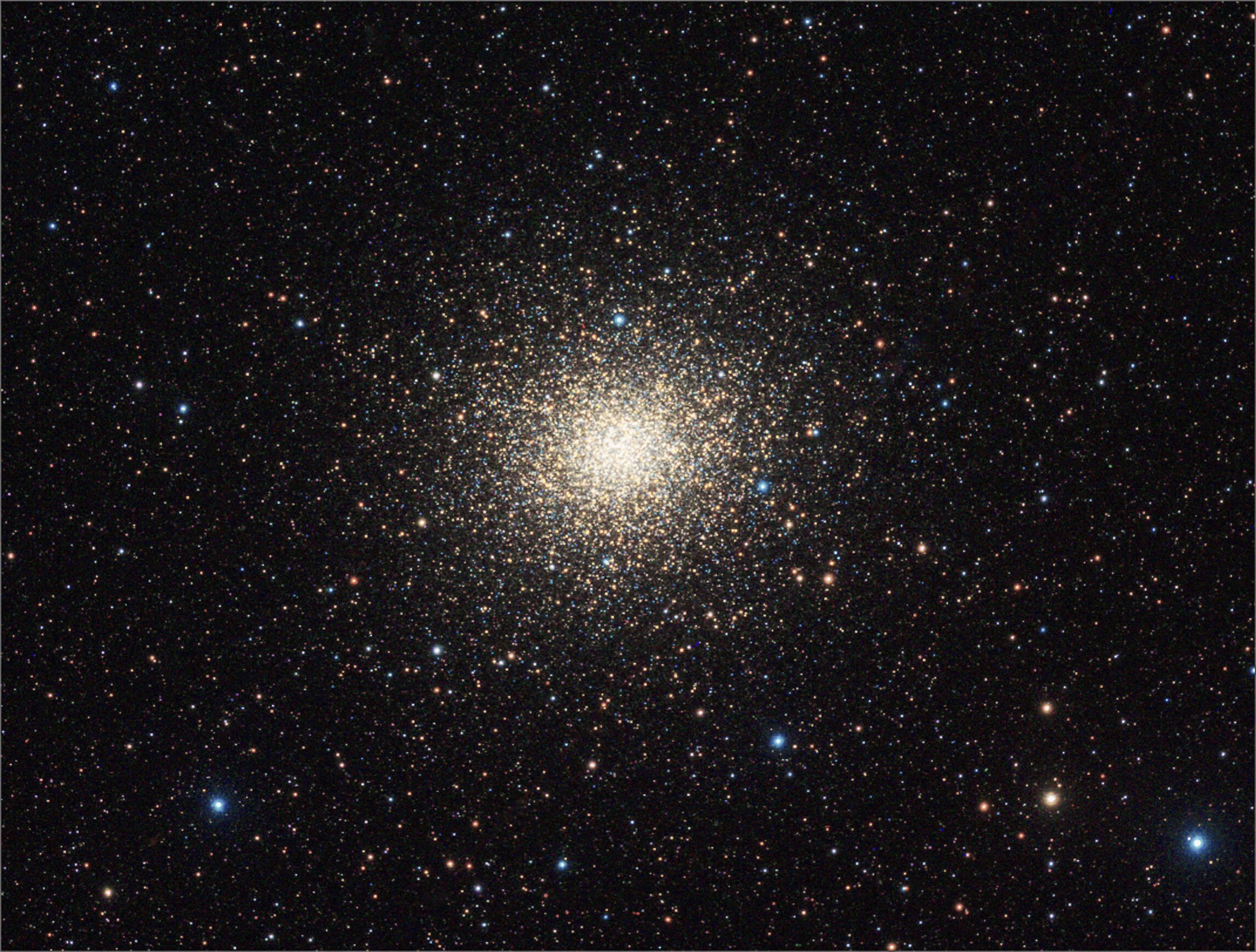
Omega Centauri in campo maggiore.

Posto ad una distanza stimata intorno ai 16.000 anni-luce, risulta essere uno degli ammassi globulari più vicini al Sistema solare. È il più grande ammasso globulare conosciuto appartenente alla Via Lattea, il secondo per dimensioni dell'intero Gruppo Locale dopo Mayall II; contiene diversi milioni di stelle della Popolazione II, per una massa complessiva pari a quella di cinque milioni di Soli (la stessa massa delle galassie nane più piccole conosciute). La magnitudine delle sue componenti più luminose è pari a 11,5.
La sua età risulta essere di circa 12 miliardi di anni, ossia simile a quella dell'Universo stesso. Omega Centauri è l'unico ammasso globulare conosciuto che presenta una chiara dispersione nel suo contenuto di metalli; ciò darebbe credito alla teoria secondo la quale Omega Centauri sarebbe il nucleo di un'antica galassia nana "fagocitata" dalla nostra. Il nucleo della galassia, rimasto integro, avrebbe assunto le caratteristiche di ammasso globulare, con una popolazione di stelle molto antiche; altri ammassi con caratteristiche simili sono noti all'interno e all'esterno della Via Lattea. Queste tipicità unite alla presenza di molteplici popolazioni stellari e numerose sorgenti a raggi X ne hanno fatto un buon soggetto per la ricerca di pulsar, scoperte in buona parte associate a sistemi binari.

## Bibliografia

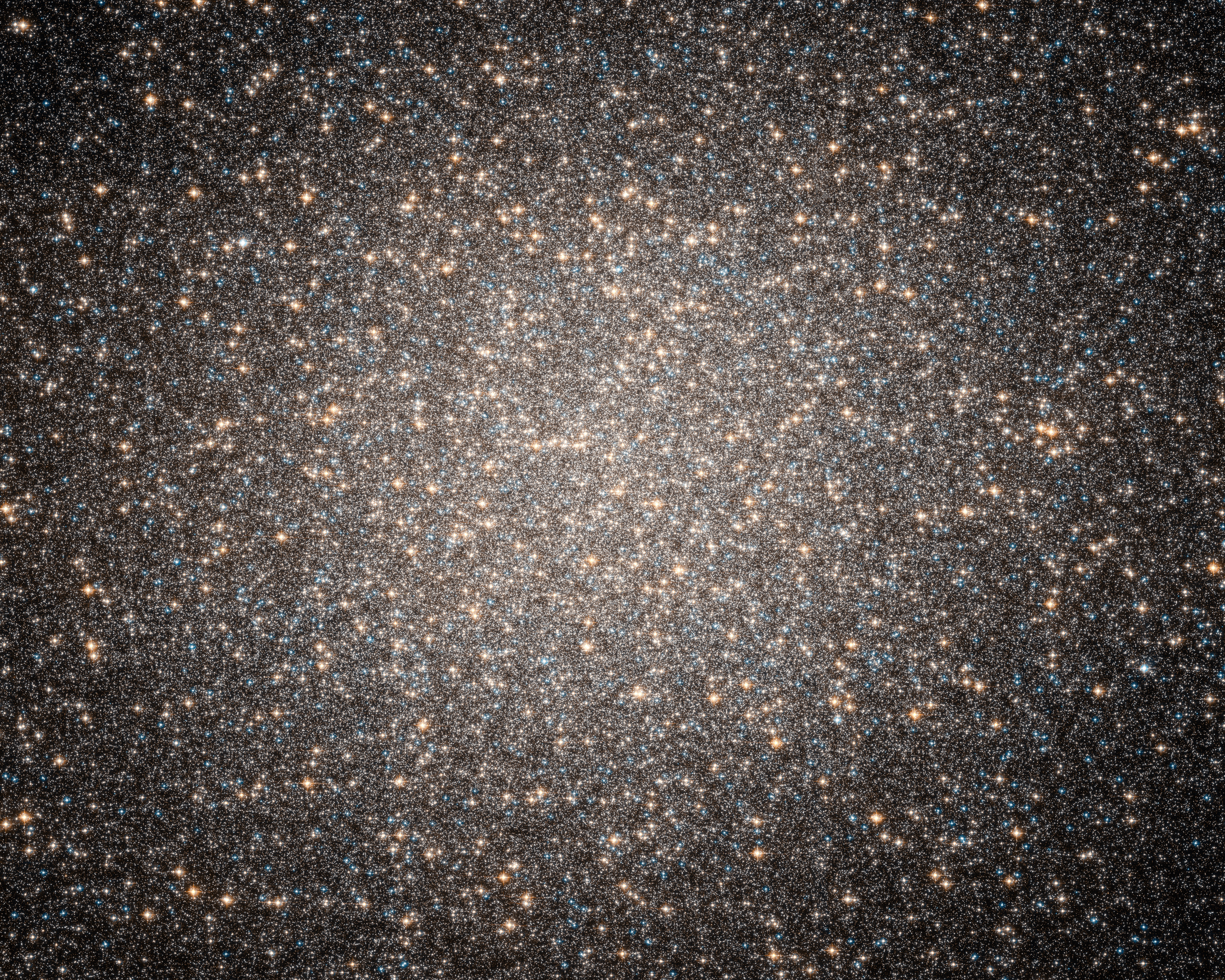
Immagine di grande dettaglio di Omega Centauri ripresa dal Telescopio Spaziale Hubble.

### Libri
- (EN) Stephen James O'Meara, Deep Sky Companions: The Caldwell Objects, Cambridge University Press, 2003, ISBN 0-521-55332-6.
- (EN) Spitzer, Lyman, Dynamical Evolution of Globular Clusters, Princeton University Press, Princeton, New Jersey., 1987.
- (EN) Thomas T. Arny, Explorations:  An Introduction to Astronomy (3rd ed), Boston, McGraw-Hill, 2000, ISBN 0-13-240085-5.
- J. Lindstrom, Stelle, galassie e misteri cosmici, Trieste, Editoriale Scienza, 2006, ISBN 88-7307-326-3.

### Carte celesti
- Tirion, Rappaport, Lovi, Uranometria 2000.0 - Volume I & II, Richmond, Virginia, USA, Willmann-Bell, inc., 1987, ISBN 0-943396-14-X.
- Tirion, Sinnott, Sky Atlas 2000.0 - Second Edition, Cambridge, USA, Cambridge University Press, 1998, ISBN 0-933346-90-5.
- Tirion, The Cambridge Star Atlas 2000.0, 3ª ed., Cambridge, USA, Cambridge University Press, 2001, ISBN 0-521-80084-6.